# Kuranishi Masatake
Kuranishi Masatake (jap. 倉西 正武; * 19. Juli 1924 in Tokio, Präfektur Tokio; † 22. Juni 2021) war ein japanischer Mathematiker, der sich mit komplexer Analysis, partiellen Differentialgleichungen und Differentialgeometrie beschäftigte.

## Leben
Kuranishi wurde 1952 an der Universität Nagoya promoviert. Dort war er seit 1951 Dozent, ab 1952 Assistenzprofessor und ab 1958 Professor. Ab 1956 war er in den USA, wo er zunächst Gastwissenschaftler an der University of Chicago, am Massachusetts Institute of Technology und der Princeton University war. Er war seit 1961 Professor an der Columbia University.
1975 war er Guggenheim Fellow. 2000 erhielt er den Stefan Bergman Preis. 1970 war er Invited Speaker auf dem Internationalen Mathematikerkongress in Nizza (Convexity conditions related to 1/2 estimate on elliptic complexes). 2014 erhielt er den Geometrie-Preis der Japanischen Mathematischen Gesellschaft.

## Werk
Von Kuranishi (und Élie Cartan) stammt das Cartan-Kuranishi Theorem über die Fortsetzung Systeme äußerer Differentialformen.
1962 konstruierte er aufbauend auf den Arbeiten von Kodaira Kunihiko und Donald Spencer lokal vollständige Deformationen kompakter komplexer Mannigfaltigkeiten.
1982 erzielte er wichtige Fortschritte im Einbettungsproblem von abstrakten CR-Strukturen (Cauchy-Riemann-Strukturen): er bewies die lokale Einbettung für neun und mehr reelle Dimensionen der reellen Hyperfläche unter der Annahme starker Pseudokonvexität. Das wurde von T. Akahori und anderen auf sieben Dimensionen erweitert, der Fall von fünf Dimensionen ist offen.
Eine Arbeit Kuranishis von 1948 war ein wichtiger Schritt im Programm der Lösung von Hilberts 5. Problem.

## Schriften
- Heisuke Hironaka (Herausgeber): Masatake Kuranishi - Selected Papers, Springer 2010
- Kuranishi: Deformations of compact complex manifolds, Montreal, Presses de l’Universite de Montreal, 1971.